# Vlag van oblast Sverdlovsk
De vlag van oblast Sverdlovsk is een van de staatssymbolen van de Russische oblast Sverdlovsk. De huidige vlag werd aangenomen op 12 april 2005 en is een versimpelde vorm van de variant die aangenomen werd op 14 april 1997 en die ook het wapenschild van oblast Sverdlovsk bevatte.
De huidige vlag is rechthoekig en heeft een hoogte-breedteverhouding van 2:3. De vlag bestaat uit vier horizontale strepen. De kleuren hebben een algemene betekenis en zijn van boven naar beneden:
- wit (7/20e deel van de hoogte) - schoonheid, onschuldigheid, waarheid, goed, vrede
- donkerblauw/azuur (9/20e deel) - eerlijkheid, eeuwigheid en oneindigheid, schoonheid, waarheid en geloof
- wit (1/20e deel)
- groen (3/20e deel) - leven, lente, vernieuwing, vrijheid, blijheid, hoop, gezondheid en de weelde van de natuur van de Oeral.